# 水無月真
水無月 真（みなづき しん、5月25日 - ）は、なかよしの漫画家。新潟県出身。A型。
2003年、『はんどめいど@PLANET』で、第35回なかよし新人まんが賞準入選を受賞しデビュー。同期は佳南萌、坂下志麻、蒔田菜穂、渡辺あすか。
「なかよし」の増刊「なかよしラブリー」（講談社）を中心に活躍。

## 作品リスト
- はんどめいど@PLANET　なかよし増刊はるやすみランド/2003（デビュー作）
- スカートめくりラプソディー　なかよしラブリー 夏の号/2003
- クリスマスの練習曲　なかよしラブリー 冬の号/2004
- KISS MEダーリン!!X3　なかよしラブリー 春の号/2004（巻頭カラー）
- スクランブル・エッグ　なかよし9月号別冊ふろく　Pocket NAKAYOSI/2004
- 帰りみちの約束　なかよしラブリー 秋の号/2004
- 金色のマーチ　なかよしラブリー 冬の号/2005
- 中学デビュー！　なかよしラブリー 春の号/2005
- プルーンケーキ　なかよしラブリー 夏の号/2005
- pp ff　なかよしラブリー 秋の号/2005
- 魔法のおとなり
  - 第1章 契約　なかよしラブリー 春の号/2006
  - 第2章 婚約者　なかよしラブリー 夏の号/2006
  - 第3章 死神　なかよしラブリー 秋の号/2006
  - 最終章 最後の審判　なかよしラブリー 冬の号/2007
- さくらにとまれ　なかよしラブリー 春の号/2007
- ひめりんごの告白　なかよしラブリー 秋の号/2007
- ハートちょうだい！　なかよしラブリー　春の号/2008
- シャツを脱がせて！　なかよしラブリー　夏の号/2008

## 単行本
- KISS ME ダーリン!!×3（単行本全一巻。同名の表題作を含む4編収録）ISBN 4063640760